# 金特·佩尔勒贝格
金特·佩尔勒贝格（德語：Günter Perleberg，1935年3月17日—2019年8月1日），德国男子皮划艇运动员。他曾代表德国联队参加1960年和1964年夏季奥林匹克运动会皮划艇比赛，获得一枚金牌和一枚银牌。